# Mofako Butu
Pour les articles homonymes, voir Mofako et Butu.
Mofako Butu (ou New Butu) est un village du Cameroun situé dans le département de la Meme et la Région du Sud-Ouest. Il fait partie de la commune de Mbonge.

## Population
Lors du recensement national de 2005, la localité comptait 721 habitants.